# Вик-ан-Бигор
Вик-ан-Биго́р (фр. Vic-en-Bigorre, окс. Vic de Bigòrra) — коммуна во Франции, находится в регионе Юг — Пиренеи. Департамент — Верхние Пиренеи. Административный центр кантона Вик-ан-Бигор. Округ коммуны — Тарб.
Код INSEE коммуны — 65460.

## География
Коммуна расположена приблизительно в 640 км к югу от Парижа, в 115 км западнее Тулузы, в 18 км к северу от Тарба.
По территории коммуны протекают реки Адур и Эшес.

## Климат
Климат умеренно-океанический с солнечной тёплой погодой и обильными осадками на протяжении практически всего года.

## Население
Население коммуны на 2010 год составляло 5280 человек.
| 1962 | 1968 | 1975 | 1982 | 1990 | 1999 | 2010 |
| ---- | ---- | ---- | ---- | ---- | ---- | ---- |
| 3701 | 4393 | 4563 | 4572 | 4893 | 4803 | 5280 |

## Администрация
| Период | Период | Фамилия      | Партия                   | Примечания |
| ------ | ------ | ------------ | ------------------------ | ---------- |
| 1971   | 1974   | Луи Фуркад   | Разные левые             |            |
| 1974   | 1977   | Камиль Сарту | Радикальная левая партия |            |
| 1977   | 2008   | Клод Микё    | Разные левые             |            |
| 2008   | 2014   | Жан Бордер   | Радикальная левая партия |            |
| 2014   | 2020   | Клеман Мене  |                          |            |

## Экономика
В 2010 году среди 3157 человек трудоспособного возраста (15-64 лет) 2126 были экономически активными, 1031 — неактивными (показатель активности — 67,3 %, в 1999 году было 66,3 %). Из 2126 активных жителей работали 1875 человек (959 мужчин и 916 женщин), безработных было 251 (130 мужчин и 121 женщина). Среди 1031 неактивных 328 человек были учениками или студентами, 383 — пенсионерами, 320 были неактивными по другим причинам.

## Фотогалерея

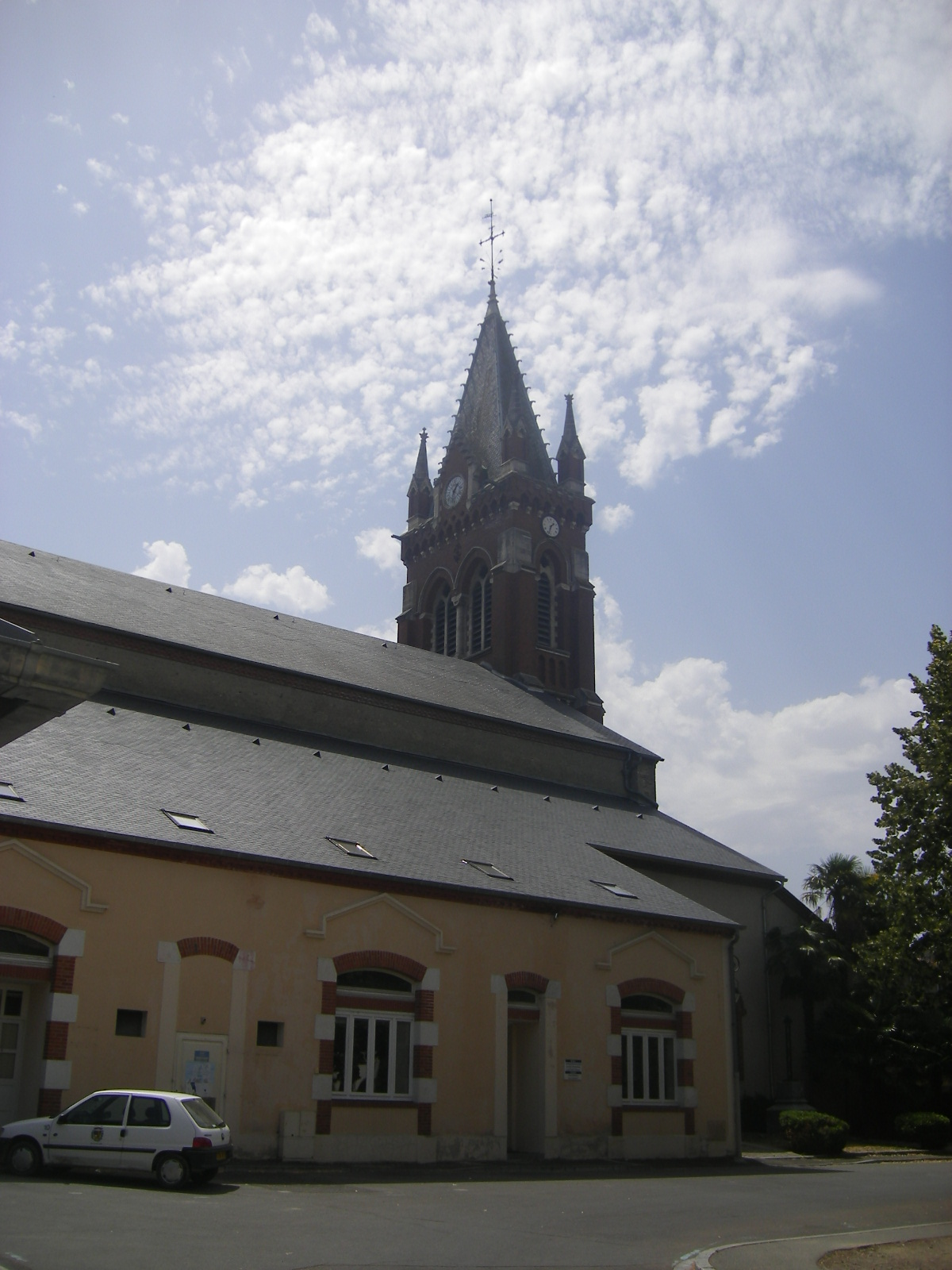
Церковь Св. Мартина
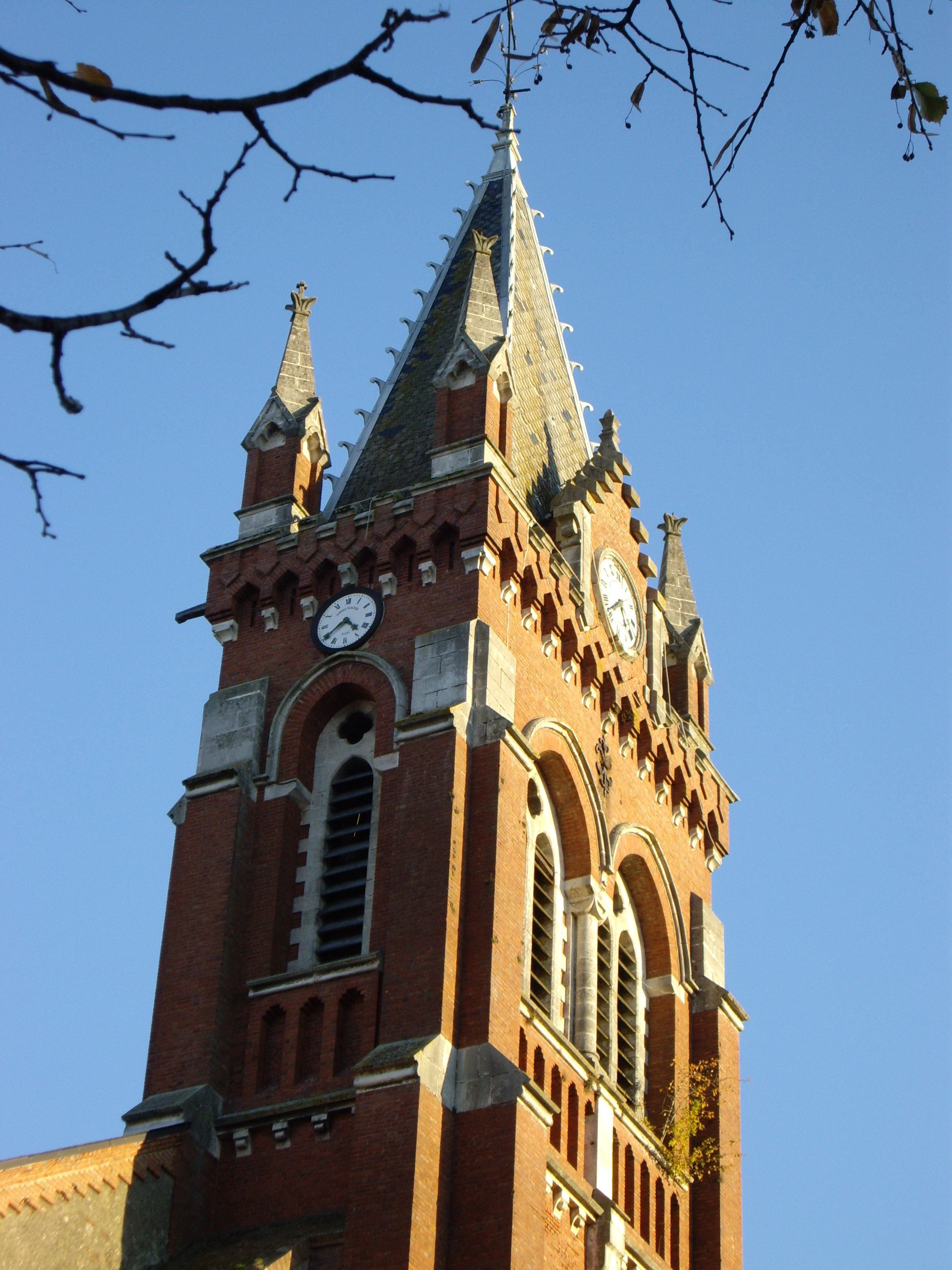
Церковь Св. Мартина
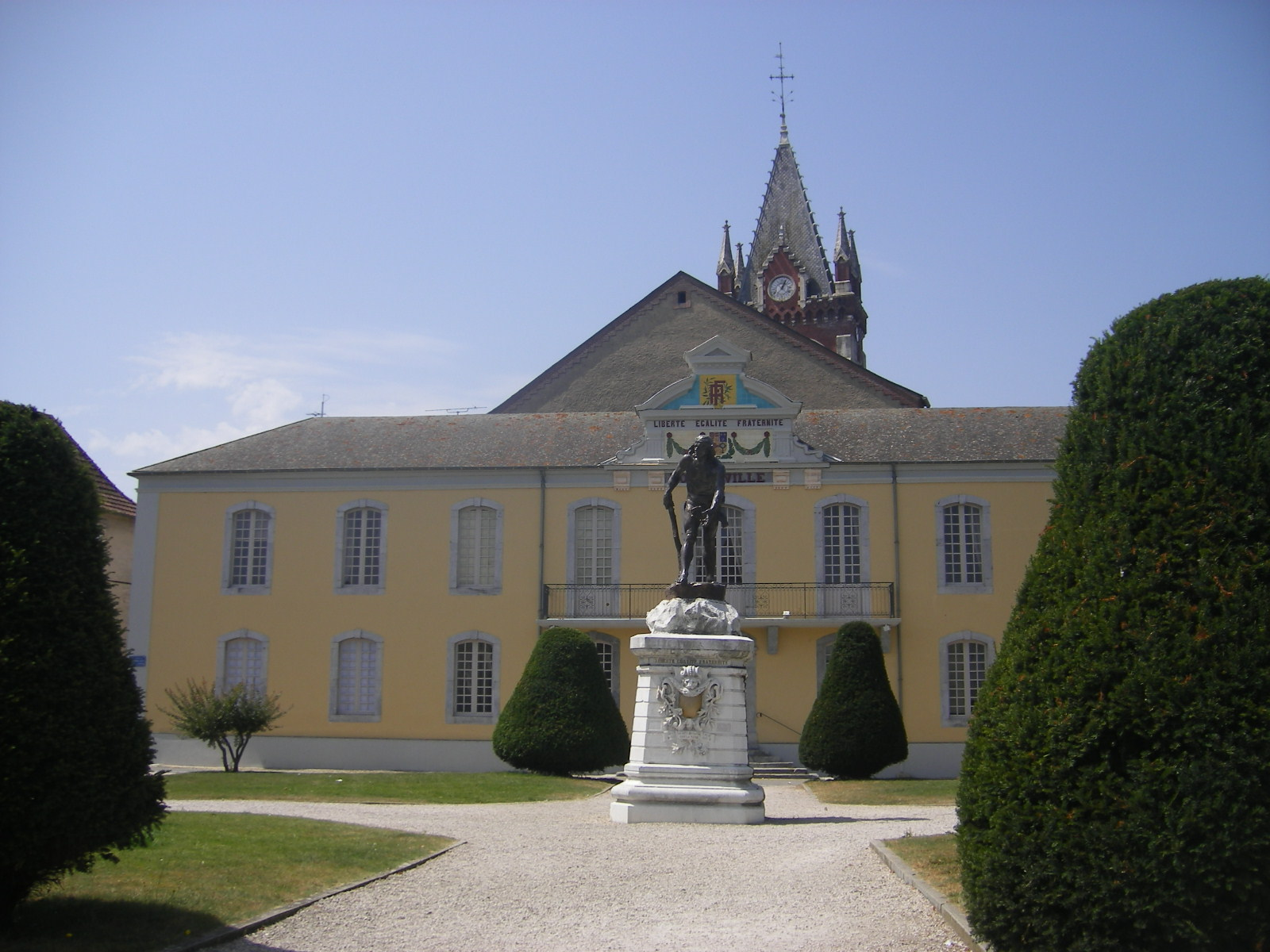
Мэрия
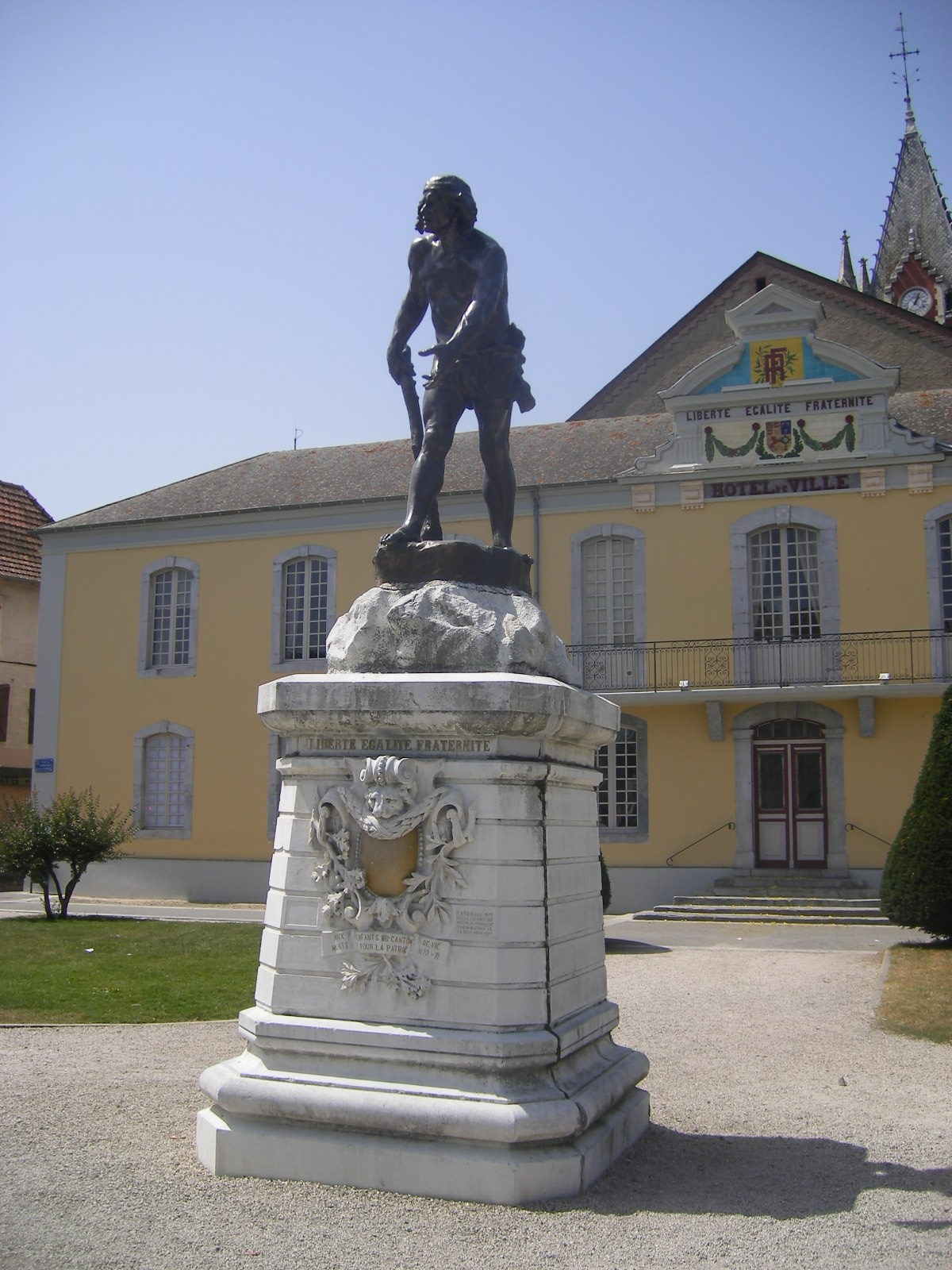
Военный мемориал
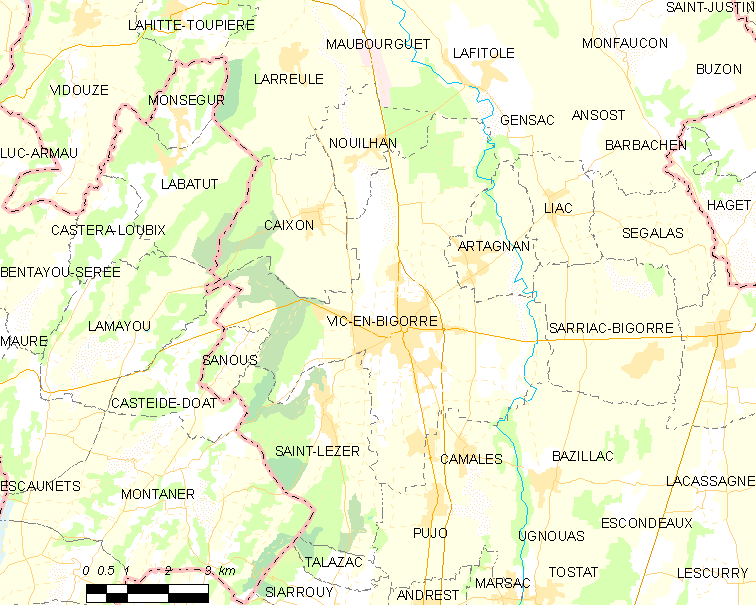
Карта коммуны